# Amalia Schoppe
Amalia Emma Sophie Catharina Schoppe, född Weise 7 oktober 1791 i Burg auf Fehmarn, död 25 september 1858 i New York, var en tysk författare. Hon utgav brevböcker, dikter som publicerades i tidningar och romaner.
Hon var född på Femern, där fadern var läkare, men sändes efter moderns omgifte till en skolpension. Hon var under större delen av sitt liv bosatt i Hamburg. 1811 gifte hon sig med doktor Schoppe, som avled 1829. Efter makens död drev hon en tid en flickskola. År 1851 bosatte hon sig med sin son i USA.

## Verk
- «Die Abendstunden der Familie Holt» (1823)
- «Die Auswanderer nach Brasilien» (2. Opl. 1852)
- «Die Holsteiner in Amerika» (1858)
- «Die Verwaisten» (1825)
- «König Erich XIV u. die Seinen»
- «Tycho de Brahe»
- «Die Schlacht bei Hemmingstedt»
- «Erinnerungen aus meinem Leben»